# Nouhou Tolo
Nouhou Tolo (ur. 23 czerwca 1997 w Duali) – kameruński piłkarz grający na pozycji lewego obrońcy. Od 2016 jest zawodnikiem klubu Seattle Sounders FC.

## Kariera klubowa
Swoją karierę piłkarską Tolo rozpoczął w klubie Rainbow FC. W 2015 roku zadebiutował w jego barwach w trzeciej lidze kameruńskiej. W klubie tym spędził rok.
W 2016 roku Tolo został piłkarzem amerykańskiego klubu Seattle Sounders FC. Początkowo grał w rezerwach tego klubu, a w 2017 roku awansował do pierwszego zespołu. 1 czerwca 2017 zaliczył w nim swój debiut w Major League Soccer w przegranym 0:3 wyjazdowym meczu z Columbus Crew. W 2017 i 2020 roku wywalczył ze swoim klubem wicemistrzostwo Major League Soccer, a w 2019 został mistrzem tej ligi.
| Sezon | Klub                   | Kraj              | Rozgrywki        | Mecze | Gole |
| ----- | ---------------------- | ----------------- | ---------------- | ----- | ---- |
| 2015  | Rainbow FC             | Kamerun           | III liga         | ?     | ?    |
| 2016  | Seattle Sounders FC II | Stany Zjednoczone | USL              | 24    | 0    |
| 2017  | Seattle Sounders FC    | Stany Zjednoczone | MLS              | 22    | 0    |
| 2017  | Seattle Sounders FC II | Stany Zjednoczone | USL              | 6     | 1    |
| 2018  | Seattle Sounders FC    | Stany Zjednoczone | MLS              | 28    | 0    |
| 2019  | Seattle Sounders FC    | Stany Zjednoczone | MLS              | 22    | 0    |
| 2019  | Tacoma Defiance        | Stany Zjednoczone | USL Championship | 1     | 0    |
| 2020  | Seattle Sounders FC    | Stany Zjednoczone | MLS              | 22    | 0    |
| 2021  | Seattle Sounders FC    | Stany Zjednoczone | MLS              | 19    | 0    |

## Kariera reprezentacyjna
W reprezentacji Kamerunu Tolo zadebiutował 11 listopada 2017 w zremisowanym 2:2 meczu eliminacji do MŚ 2018 z Zambią, rozegranym w Ndoli. W 2022 roku został powołany do kadry na Puchar Narodów Afryki 2021. Wraz z Kamerunem zajął 3. miejsce na tym turnieju. Rozegrał na nim sześć meczów: grupowe z Burkiną Faso (2:1), z Etiopią (4:1) i z Republiką Zielonego Przylądka (1:1), w 1/8 finału z Komorów (2:1), ćwierćfinałowy z Gambią (2:0) i półfinałowy z Egiptem (0:0, k. 1:3).